# Sibs
Sibs è una serie televisiva statunitense in 22 episodi di cui 11 trasmessi per la prima volta nel corso di una sola stagione dal 1991 al 1992.
Durante la prima televisiva sulla ABC, la serie fu messa in pausa dopo soli 7 episodi nell'ottobre del 1991. Altri quattro episodi furono poi trasmessi tra l'aprile e il maggio del 1992 prima della cancellazione.
È una sitcom incentrata sul rapporto fra tre sorelle e il sostegno che le due più giovani necessitano in maniera particolare dalla sorella maggiore che è sposata.

## Personaggi e interpreti

### Personaggi principali
- Nora Ruscio (22 episodi, 1991-1992), interpretata da Marsha Mason
È la sorella maggiore, è sposata con Howie
- Howie Ruscio (22 episodi, 1991-1992), interpretato da Alex Rocco.
È il marito di Nora.
- Lily (22 episodi, 1991-1992), interpretata da Jami Gertz.
- Warren Morris (22 episodi, 1991-1992), interpretato da Dan Castellaneta.
- Audie (22 episodi, 1991-1992), interpretata da Margaret Colin.

### Personaggi secondari
- Monty (3 episodi, 1991-1992), interpretato da Evan Handler.
- Joe Riddle (3 episodi, 1992), interpretato da Dorien Wilson.

## Produzione
La serie, ideata da Heide Perlman, fu prodotta da Elaine Arata per la Gracie Films. Le musiche furono composte da Michael Muhlfriedel. Tra i registi è accreditato Ted Bessell (9 episodi, 1991-1992).

### Sceneggiatori
Tra gli sceneggiatori sono accreditati:
- Stacey Hur in 22 episodi (1991-1992)
- Heide Perlman in un episodio (1991)
- Jay Kogen
- Frank Mula
- Nell Scovell
- Sam Simon
- Wallace Wolodarsky

## Distribuzione
La serie fu trasmessa negli Stati Uniti dal 17 settembre 1991 al 6 maggio 1992 sulla rete televisiva ABC. È stata distribuita anche in Spagna con il titolo Hermanas e in Germania con il titolo Keine wie die andere.

## Episodi
| Stagione       | Episodi | Prima TV USA |
| -------------- | ------- | ------------ |
| Prima stagione | 22      | 1991-1992    |